# Prémeyzel

Prémeyzel este o comună în departamentul Ain din estul Franței.